# Hallerna
Hallerna is een plaats in de gemeente Stenungsund in het landschap Bohuslän en de provincie Västra Götalands län in Zweden. De plaats heeft 650 inwoners (2005) en een oppervlakte van 21 hectare.